# Тамуридис, Иоаннис
Иоа́ннис Тамури́дис (греч. Ιωάννης Ταμουρίδης; род. 3 июня 1980) — греческий профессиональный шоссейный и трековый велогонщик, выступающий за команду Euskaltel Euskadi. Многократный чемпион своей страны в различных видах велосипедного спорта.

## Карьера
Велоспортом Тамуридис начал заниматься в 1995 году, совмещая выступления на шоссе и треке.
Наибольших успехов на треке грек добился в 2005 и 2006 годах, когда завоевал серебро и бронзу трековых чемпионатов мира, которые проходили в Лос-Анджелесе и Бордо соответственно. На национальном уровне Тамуридису не было равных — он более 30 раз становился чемпионом своей страны в шоссейных, трековых и маунтинбайкерских состязаниях.
В 2009-2012 годах Иоаннис выступал в составе греческой профессиональной континентальной команды Tableware-Gatsoulis Bikes в составе которой он в основном выступал на не слишком известных континентальных гонках, в частности в 2010 и 2011 годах занимал третье и второе места в генеральных классификациях Тура Румынии, в 2011 стал третьим на Джелаях Малайзия. В 2013 году грек перешёл в команду высшего дивизиона Euskaltel Euskadi, которая из-за нехватки рейтинговых очков была вынуждена отказаться от полностью баскского комплектования команды.
В составе новой команды он выступал на большинстве весенних классических гонок. Несмотря на зимнюю погоду Тамуридис стал первым греком, завершившим Милан — Сан-Ремо, показав 88-е время. Чуть позднее он стал первым греком, стартовавшим на Туре Фландрии и финишировавшим на Париж — Рубе
В мае Тамуридис стартовал на Джиро, став первым греком, участвовавшим в супермногодневке. На нескольких этапах Иоаннис участвовал в отрывах, заняв шестое место в зачете самого агрессивного гонщика и 152-е в общем зачете.